# 塔拉烏帕齊拉
塔拉乌帕齐拉是孟加拉国薩德基拉縣的一个乌帕齐拉，位於庫爾納专区的薩德基拉縣。。

## 人口
據1991年孟加拉國人口普查，塔拉共有戶數47,394戶，人口251388人。其中男性佔比51.31%，女性佔比48.69%；成年人口132,516人。該地7歲以上人口之平均識字率為29.7%。